# Segunda Ronda Eliminatoria a la Eurocopa Sub-17 2004
La Segunda Ronda Eliminatoria a la Eurocopa Sub-17 2004 contó con la participación de 28 selecciones infantiles de Europa, de las cuales 25 vienen de la fase anterior.
El vencedor de cada grupo clasifica a la fase final del torneo a disputarse en Francia junto al país anfitrión.

## Grupo 1
Los partidos se jugaron en España del 27 al 31 de marzo.
| País            | J | G | E | P | GF | GC | Pts |
| --------------- | - | - | - | - | -- | -- | --- |
| España          | 3 | 2 | 1 | 0 | 11 | 2  | 7   |
| Rusia           | 3 | 2 | 1 | 0 | 5  | 2  | 7   |
| República Checa | 3 | 1 | 0 | 2 | 2  | 5  | 3   |
| Hungría         | 3 | 0 | 0 | 3 | 2  | 11 | 0   |

| Equipo 1        | Resultado | Equipo 2        |
| --------------- | --------- | --------------- |
| España          | 4-0       | República Checa |
| Hungría         | 1-3       | Rusia           |
| Rusia           | 1-1       | España          |
| República Checa | 2-0       | Hungría         |
| Hungría         | 1-6       | España          |
| República Checa | 0-1       | Rusia           |

## Grupo 2
Los partidos se jugaron en Inglaterra del 24 al 28 de marzo.
| País       | J | G | E | P | GF | GC | Pts |
| ---------- | - | - | - | - | -- | -- | --- |
| Inglaterra | 3 | 3 | 0 | 0 | 5  | 1  | 9   |
| Islandia   | 3 | 2 | 0 | 1 | 4  | 3  | 6   |
| Armenia    | 3 | 1 | 0 | 2 | 5  | 5  | 3   |
| Noruega    | 3 | 0 | 0 | 3 | 3  | 8  | 0   |

| Equipo 1   | Resultado | Equipo 2   |
| ---------- | --------- | ---------- |
| Inglaterra | 2-0       | Armenia    |
| Noruega    | 1-2       | Islandia   |
| Islandia   | 0-1       | Inglaterra |
| Armenia    | 4-1       | Noruega    |
| Noruega    | 1-2       | Inglaterra |
| Armenia    | 1-2       | Islandia   |

## Grupo 3
Los partidos se jugaron en Polonia del 23 al 27 de marzo.
| País                | J | G | E | P | GF | GC | Pts |
| ------------------- | - | - | - | - | -- | -- | --- |
| Turquía             | 3 | 3 | 0 | 0 | 8  | 2  | 9   |
| Italia              | 3 | 1 | 1 | 1 | 5  | 4  | 4   |
| Serbia y Montenegro | 3 | 1 | 1 | 1 | 5  | 7  | 4   |
| Polonia             | 3 | 0 | 0 | 3 | 4  | 9  | 0   |

| Equipo 1            | Resultado | Equipo 2            |
| ------------------- | --------- | ------------------- |
| Polonia             | 3-4       | Serbia y Montenegro |
| Italia              | 1-3       | Turquía             |
| Turquía             | 2-1       | Polonia             |
| Serbia y Montenegro | 1-1       | Italia              |
| Italia              | 3-0       | Polonia             |
| Serbia y Montenegro | 0-3       | Turquía             |

## Grupo 4
Los partidos se jugaron en Portugal del 8 al 12 de marzo.
| País     | J | G | E | P | GF | GC | Pts |
| -------- | - | - | - | - | -- | -- | --- |
| Portugal | 3 | 2 | 0 | 1 | 5  | 1  | 6   |
| Gales    | 3 | 2 | 0 | 1 | 3  | 2  | 6   |
| Grecia   | 3 | 2 | 0 | 1 | 4  | 4  | 6   |
| Israel   | 3 | 0 | 0 | 3 | 1  | 6  | 0   |

| Equipo 1 | Resultado | Equipo 2 |
| -------- | --------- | -------- |
| Portugal | 2-0       | Grecia   |
| Gales    | 1-0       | Israel   |
| Portugal | 0-1       | Gales    |
| Grecia   | 2-1       | Israel   |
| Israel   | 0-3       | Portugal |
| Gales    | 1-2       | Grecia   |

## Grupo 5
Los partidos se jugaron en Alemania del 25 al 29 de marzo.
| País       | J | G | E | P | GF | GC | Pts |
| ---------- | - | - | - | - | -- | -- | --- |
| Ucrania    | 3 | 2 | 0 | 1 | 6  | 3  | 6   |
| Alemania   | 3 | 2 | 0 | 1 | 5  | 3  | 6   |
| Dinamarca  | 3 | 1 | 0 | 2 | 5  | 5  | 3   |
| Eslovaquia | 3 | 1 | 0 | 2 | 4  | 9  | 3   |

| Equipo 1   | Resultado | Equipo 2   |
| ---------- | --------- | ---------- |
| Alemania   | 2-1       | Eslovaquia |
| Ucrania    | 2-0       | Dinamarca  |
| Alemania   | 0-2       | Ucrania    |
| Eslovaquia | 0-5       | Dinamarca  |
| Dinamarca  | 0-3       | Alemania   |
| Eslovaquia | 3-2       | Ucrania    |

## Grupo 6
Los partidos se jugaron en Rumania del 22 al 26 de marzo.
| País      | J | G | E | P | GF | GC | Pts |
| --------- | - | - | - | - | -- | -- | --- |
| Austria   | 3 | 2 | 1 | 0 | 5  | 2  | 7   |
| Finlandia | 3 | 2 | 0 | 1 | 6  | 4  | 6   |
| Moldavia  | 3 | 0 | 2 | 1 | 2  | 4  | 2   |
| Rumania   | 3 | 0 | 1 | 2 | 3  | 6  | 1   |

| Equipo 1  | Resultado | Equipo 2  |
| --------- | --------- | --------- |
| Finlandia | 2-3       | Austria   |
| Moldavia  | 2-2       | Rumania   |
| Finlandia | 2-0       | Moldavia  |
| Austria   | 2-0       | Rumania   |
| Rumania   | 1-2       | Finlandia |
| Moldavia  | 0-0       | Austria   |

## Grupo 7
Los partidos se jugaron en Bélgica del 27 al 31 de marzo.
| País              | J | G | E | P | GF | GC | Pts |
| ----------------- | - | - | - | - | -- | -- | --- |
| Irlanda del Norte | 3 | 3 | 0 | 0 | 7  | 2  | 9   |
| Bélgica           | 3 | 1 | 1 | 1 | 2  | 3  | 4   |
| Escocia           | 3 | 0 | 2 | 1 | 2  | 4  | 2   |
| Bielorrusia       | 3 | 0 | 1 | 2 | 5  | 7  | 1   |

| Equipo 1          | Resultado | Equipo 2          |
| ----------------- | --------- | ----------------- |
| Irlanda del Norte | 3-2       | Bielorrusia       |
| Escocia           | 0-0       | Bélgica           |
| Irlanda del Norte | 2-0       | Escocia           |
| Bielorrusia       | 1-2       | Bélgica           |
| Bélgica           | 0-2       | Irlanda del Norte |
| Escocia           | 2-2       | Bielorrusia       |